# Pascal Saint-Dic
Pascal Saint-Dic (Montreal, 19 september 1974 – 20 december 2006) was een techno- en house-diskjockey.  
St. Dic werd geboren in Canada maar verhuisde in 1981 met zijn ouders naar België. 
Hij werd bekend als dj maar toen hij opgroeide luisterde hij vooral naar hardcore punk. Op 19-jarige leeftijd begn hij met dj'en. Hij speelde voornamelijk house en techno. Saint-Dic werd in 1998 resident dj in de Brusselse discotheek Fuse en speelde in andere dancings zoals Cherry Moon en Cafe d'Anvers maar ook op festivals zoals Rock Herk en het Dour Festival. 
Saint-Dic pleegde op 32-jarige leeftijd zelfmoord.